# De verboden tempel
De verboden tempel is een stripverhaal uit de reeks van Suske en Wiske. Het is geschreven door Peter van Gucht en getekend door Luc Morjaeu. Het is het derde verhaal van een reeks van drie verhalen; het eerste verhaal is Het oog van Ra en het tweede verhaal is De krijgers van Sekhmet.

## Locaties
Dit verhaal speelt zich af op de volgende locaties:
- Egypte, tempel van Sekhmet, politiebureau

## Personages
In dit verhaal komen de volgende personages voor:
- Suske, Wiske, tante Sidonia, Lambik, Jerom, professor Barabas, Nashwa (archeologe), Justin Johnson (steenrijke kunstverzamelaar en achterkleinzoon van James Johnson), handlangers van Justin, Sekhmet, pekmonsters, politie

## Uitvindingen
In dit verhaal komt de volgende uitvinding van professor Barabas voor:
- de gyronef

## Het verhaal
Nashwa vertelt dat ze niet genoeg verdient bij de Egyptische archeologische dienst en daarom het Oog aan Justin gaf, ze sloot zich aan bij zijn bende, schoot Wiske neer en vertaalde het logboek van Abukabar. Lambik wil tante Sidonia niet in gevaar brengen en zegt tegen zijn vrienden de beeldjes aan Justin te geven, daarna rent hij alleen de savanne in. Een van de mannen van Justin wil Lambik neerschieten, maar Nashwa kan dit voorkomen. Justin en zijn mannen maken de gyronef onklaar en gaan weer richting Caïro. Tante Sidonia rent ook de savanne in om Lambik te zoeken en Suske en Wiske bewaken de gyronef. Justin krijgt een sms van een van zijn contactpersonen bij de Britse geheime dienst en ontdekt dat Nashwa een inspecteur is bij de Egyptische politie. Er is een val opgezet in Caïro en Justin besluit vanuit Alexandrië te vertrekken. De mannen laten Nashwa achter in de woestijn en ze nemen haar gsm mee.
De sms blijkt afkomstig te zijn van Nashwa zelf, ze heeft een rugzak met een slaapgasgranaat in de auto achtergelaten en laat deze tot ontploffing komen. Nashwa bindt de mannen vast en als Justin ontwaakt, vertelt ze dat Abukabar haar grootvader was. Tante Sidonia vindt Lambik en kan voorkomen dat hij zelfmoord pleegt. Nashwa vindt Lambik en tante Sidonia bij een stenen beeld van een leeuw, deze leeuw draagt een tulband rond zijn kop. Dit blijkt Abukabar te zijn, die in het verleden door toedoen van James Johnson werd vervloekt. Het gezelschap rijdt terug naar de tempel en Jerom komt aan bij de kinderen. Ook de andere vrienden komen bij de tempel en als Lambik met zijn staart onder de neus van Jerom kriebelt, moet hij door zijn allergie enorm niezen.
Door deze nies wordt al het zand van de tempel van Sekhmet geblazen en de vrienden lopen naar de ingang. Lambik draagt het oog en Jerom blijft achter, de tempel zou verwoest worden als hij binnen zou niezen. Justin en zijn mannen zijn nog in de auto achtergebleven en proberen de boeien van hun handen te krijgen. In de tempel moet een beeldje in een nis worden geplaatst, maar ze kiezen het foute beeldje en er blijken boobytraps aanwezig te zijn. De vrienden blijven ongedeerd en Suske plaatst dan het beeldje van moed. Er gaat een luik open en Lambik kruipt in de gang en komt in een verborgen ruimte terecht. In deze kamer wordt zonlicht door middel van spiegels weerkaatst en een hoorn voor een luchtschacht zorgt voor gebrul.
De vrienden zien dan een enorm labyrint en in dit labyrint zien ze een tweede nis. Hier staat het symbool van intelligentie boven en tante Sidonia plaatst dit beeldje. Er verschijnt een aanwijzing dat degene die zijn onlosmakelijke gezel zal laten voorgaan, zal blijven leven. Suske bedenkt dat dit de schaduw is en de vrienden volgen de gang waarbij de schaduw voor hen valt. De mannen van Justin hebben zich kunnen losmaken en rijden weg met de auto. Jerom achtervolgt de auto en heeft niet door dat Justin is achtergebleven. Justin volgt de vrienden in het labyrint, zij komen bij het altaar en dat ligt in een poel van kokende pek. Wiske plaatst het laatste beeldje op een zuil en dan verschijnt een vaas met aanwijzingen. Deze vaas moet over de brug gedragen worden en deze zal door het gewicht van de vaas gaan kantelen.
Lambik duwt de vaas over de brug, maar laat hem per ongeluk in de kokende pek vallen en verbrand zijn poten. Tante Sidonia loopt ook de brug op en pakt het Oog van Ra met blote handen. Justin bedreigt dan Wiske en eist het Oog van Ra. Tante Sidonia loopt terug, maar de vrienden kunnen Justin verslaan. Tante Sidonia gooit het Oog richting het altaar, maar de pekmonsters grijpen het en Lambik versteent. Tante Sidonia verandert ook in een leeuw en wil bij Lambik achterblijven. Dan verschijnt Sekhmet en zij bedankt de vrienden voor het terugbrengen van het Oog en de beeldjes.
Sekhmet vertelt een strenge, maar rechtvaardige, godin te zijn en voelt liefde, moed en opoffering bij de vrienden. Lambik en tante Sidonia krijgen hun normale uiterlijk terug en Justin verandert in een rat. Als hij berouw toont, zal hij weer een mens worden. Sekhmet verdwijnt en de vrienden nemen afscheid van Nashwa bij het politiebureau. Ze bedankt de vrienden voor hun hulp om die boeven te vangen en zegt spijt te hebben voor de moeilijkheden die ze heeft veroorzaakt, vooral bij Lambik. Lambik zegt dan dat het vooral tante Sidonia is geweest die het moeilijk heeft gehad en hij geeft haar een kus.